# Hot2Touch
Hot2Touch (englisch etwa „[zu] heiß zum Berühren“) ist ein Lied des deutschen DJs Felix Jaehn, in Kooperation mit dem US-amerikanischen Musikproduzenten und Popsänger Alex Aiono sowie dem britischen DJ und Musikproduzenten Hight. Das Stück ist die achte Singleauskopplung aus seinem Debütalbum I.

## Entstehung und Artwork
Geschrieben wurde das Lied gemeinsam von Tim Deal (Hight), Felix Jaehn, Cass Lowe, Mark Ralph und Thomas Walker. Produziert und programmiert wurde die Single durch Felix Jaehn und Hight. Als Koproduzenten standen ihnen das deutsche Produzenten-Quartett Hitimpulse (bestehend aus: Jeremy Chacon, Jonas Kalisch, Henrik Meinke und Alexsej Vlasenko) sowie der US-amerikanische Produzent Mike Spencer zur Seite. Letzterer war auch für die Abmischung sowie zusammen mit Walker für die Programmierung des Schlagzeuges verantwortlich. Spencer tätigte seine Arbeiten im The Lark’s Tongue in Buckinghamshire. Das Mastering erfolgte unter der Leitung des österreichischen Tontechnikers Nikodem Milewski. Die Single wurde unter den Musiklabels L’Agentur, Polydor/Island Records und Virgin Records veröffentlicht und durch Sony/ATV Music Publishing, Spirit B-Unique Publishing und Universal Music Publishing vertrieben.
Auf dem Cover der Maxi-Single ist – neben Künstlernamen und Liedtitel – ein pinker Streifen und Jaehns Gesicht zu sehen. Der pinke Streifen ist mittig angeordnet und zieht sich senkrecht durch die Mitte des Coverbildes, am unteren Ende ist ein weißes „I“ eingebettet, dies steht für Jaehns gleichnamiges Debütalbum. Jaehns Gesicht ist nur zum Teil am unteren rechten Rand, vor einem weißen Hintergrund, zu sehen. Das gleiche Artwork-Konzept findet sich auf dem Cover des Debütalbums sowie einiger weitere Singleauskopplungen wieder. Ein alternatives Coverbild spiegelt das gleiche Artwork ab, lediglich die Farbe des Streifens wurde in blau abgeändert. Die Fotografie von Jaehn stammt von Jens Koch.

## Veröffentlichung und Promotion
Die Erstveröffentlichung von Hot2Touch erfolgte als Einzeldownload am 12. Mai 2017. Die Single erschien zeitgleich in einer Radio- und einer Extended Version jeweils als Einzeldownload. Am 30. Juni 2017 erschienen zwei Remixversion des deutschen DJs DUSK. Eine Woche später erschienen ebenfalls zwei Remixversionen zu Hot2Touch vom südafrikanischen DJ Kyle Watson. Wiederum eine Woche später erschienen erneut zwei Remixversionen des Liedes, diese stammen vom britischen DJ Nu Aspect. Ebenfalls erschien eine physische 2-Track-Single am 14. Juli 2017. Diese beinhaltet die Radioversion zu Hot2Touch und einen Remix von Nu Aspect.
Im Juni 2017 nutzte VIVA Deutschland Hot2Touch als Werbetrenner, somit wurde das Lied zu Beginn und Ende sämtlicher Werbeunterbrechungen gespielt. RTL verwendete das Lied als Titelmusik für die Reality-Show Das Sommerhaus der Stars – Kampf der Promipaare in den Jahren 2017 und 2018.
Remixversionen
- Hot2Touch (DUSK Remix)
- Hot2Touch (DUSK Remix Extended Version)
- Hot2Touch (Nu Aspect Remix)
- Hot2Touch (Nu Aspect Remix Extended Version)
- Hot2Touch (Kyle Watson Remix)
- Hot2Touch (Kyle Watson Remix/Extended Version)

## Inhalt
Der Liedtext zu Hot2Touch ist in englischer Sprache verfasst. Die zwei im Titel steht für „to“ (englisch für „zu“), hierbei handelt es sich aufgrund der gleichen Aussprache um eine gängige Abkürzung in der englischen Umgangssprache. Ins Deutsche übersetzt bedeutet der Titel etwa „zu heiß zum berühren“. Die Musik und der Text wurden gemeinsam von Tim Deal (Hight), Felix Jaehn, Cass Lowe, Mark Ralph und Thomas Walker verfasst. Musikalisch bewegt sich das Lied im Bereich des House und der Popmusik. Das Tempo beträgt 122 Beats per minute.
Aufgebaut ist das Stück auf zwei Strophen und einer Bridge sowie jeweils einem Refrain zwischen den Strophen, der Bridge und am Ende des Liedes. Der Hauptgesang des Liedes stammt alleine von Aiono; Hight und Jaehn sind lediglich im Hintergrund, zusammen mit der Stimme Bertie Spencers zu hören. Als Instrumentalisten sind Kat Deal (Saxophon und Trompete), Michael Geldreich (Keyboard), Hight (Gitarre und Keyboard), Robert Keßler (Gitarre), Vincent Kottkamp (Bass) und Mike Spencer (Bass, E-Bass und Keyboard) zu hören. Inhaltlich geht es in Hot2Touch um einen Mann der eine Frau begehrt, die allerdings nicht leicht für ihn zu haben ist. Laut Jaehn zogen sich die Arbeiten an dem Stück über zwei Jahre.
| „My love, it’s easy for you, setting the rules and playing it cool. My heart, like a broken cassette, echoes in my chest, we’re getting close. We’re getting close. But she’s too hot to touch. She’s too hot to touch. She’s … too … hot.“ – Refrain, Originalauszug | „Meine Liebe, es ist einfach für dich, setzt die Regeln und spielst die Unbeteiligte. Mein Herz, wie eine kaputte Kassette, schallt in meiner Brust, wir kommen uns näher. Wir kommen uns näher. Aber sie ist zu heiß zum berühren. Sie ist zu heiß zum berühren. Sie ist … zu … heiß.“ – Refrain, Übersetzung |

## Musikvideo
Zu Hot2Touch wurden insgesamt zwei Musikvideos veröffentlicht. Zunächst feierte am 11. Mai 2017 ein Lyrikvideo auf YouTube seine Premiere. Zu sehen sind Symbole, Schlagwörter und Textpassagen, wie man es aus typischen Lyrikvideos kennt, die an der entsprechenden Stelle thematisiert werden eingeblendet. Größtenteils finden nur die Farben rot, schwarz und weiß Verwendung. Die Gesamtlänge des Videos beträgt 2:41 Minuten. Regie führte Daniel Breuer.
Am 24. Juli 2017 feierte auf der Homepage vom Billboard das offizielle Musikvideo zu Hot2Touch seine Premiere. Das Video wurde am 29. Juni 2017 in London East gedreht. In diesem sind Aiono, Hight und Jaehn zusammen mit ihren Freunden an verschiedenen Schauplätzen zu sehen. Das Video lässt sich in drei Abschnitte unterteilen. Zum einen zeigt das Video die Gruppe beim tanzen in einem alten Gebäude. Zum anderen ist der Tagesablauf mit verschiedenen Unternehmungen der Gruppe zu sehen. In der dritte und letzten Szene sieht man alle gemeinsam auf dem Dach eines Gebäudes beim feiern. Die Gesamtlänge des Videos beträgt 2:44 Minuten. Regie führte der britische Regisseur Carly Cussen. Bis Juli 2023 zählten beide Musikvideos über 29 Millionen Aufrufe bei YouTube.

## Mitwirkende
| Liedproduktion - Alex Aiono: Gesang - Jeremy Chacon: Koproduzent - Kat Deal: Saxophon und Trompete - Tim Deal (Hight): DJ, Gitarre, Hintergrundgesang, Keyboard, Komponist, Liedtexter, Musikproduzent, Programmierung - Michael Geldreich: Keyboard - Felix Jaehn: DJ, Hintergrundgesang, Komponist, Liedtexter, Musikproduzent, Programmierung - Jonas Kalisch: Koproduzent - Robert Keßler: Gitarre - Vincent Kottkamp: Bass - Cass Lowe: Komponist, Liedtexter - Henrik Meinke: Koproduzent - Nikodem Milewski: Mastering - Mark Ralph: Komponist, Liedtexter - Bertie Spencer: Hintergrundgesang - Mike Spencer: Abmischung, Bass, E-Bass, Keyboard, Koproduzent, Programmierung (Schlagzeug) - Alexsej Vlasenko: Koproduzent - Thomas Walker: Komponist, Liedtexter, Programmierung (Schlagzeug) | Artwork - Carly Cussen: Regisseur (Musikvideo) - Jens Koch: Fotograf (Cover) Unternehmen - L’Agentur: Musiklabel - Island Records: Musiklabel - The Lark’s Tongue: Tonstudio - Polydor: Musiklabel - Sony/ATV Music Publishing: Vertrieb - Spirit B-Unique Publishing: Vertrieb - Universal Music Publishing: Vertrieb - Virgin: Musiklabel |

## Rezeption

### Rezensionen
Der Allgemeine Deutscher Tanzlehrerverband stufte das Lied als Tanzempfehlung zum Discofox ein. Tatiana Cirisano vom Billboard beschrieb das Lied als „euphorisch“, „schlagkräftig“ und einen „Party-Soundtrack“.

### Charts und Chartplatzierungen
Hot2Touch erreichte in Deutschland Position zwölf der Singlecharts und konnte sich insgesamt 26 Wochen in den Charts platzieren. Des Weiteren platziere sich die Single zwei Wochen an der Spitzenposition der deutschen Airplaycharts. In Österreich erreichte die Single in 23 Chartwochen Position 14 und in der Schweiz in 19 Chartwochen Position 49. 2017 platzierte sich die Single auf Position 43 der Single-Jahrescharts in Deutschland sowie auf Position 54 in Österreich. In den deutschen Airplay-Jahrescharts belegte die Single Position neun und war damit nach OK (Robin Schulz) und No Roots (Alice Merton) der dritt meistgespielte Titel eines deutschen Interpreten.
Für Jaehn als Interpret ist dies, inklusive des Charterfolgs mit seinem Musikprojekt Eff, bereits der achte Charterfolg in Deutschland, sowie sein siebter in Österreich und der Schweiz. Als Musikproduzent ist dies bereits sein siebter Charterfolg in Deutschland sowie sein sechster in Österreich und der Schweiz. Als Autor ist dies Jaehns sechster Charterfolg in Deutschland sowie der fünfte in Österreich und der Schweiz. Für Ralph als Autor ist dies nach King (Years & Years) und Your Soul (Holding On) (RHODES vs. Felix Jaehn) der dritte Charterfolg in allen D-A-CH-Staaten. Für Lowe als Autor ist Hot2Touch nach All My Friends (Snakehips feat. Tinashe & Chance the Rapper) der zweite Charterfolg in allen drei Ländern. Aiono, Hight und Walker erreichten erstmals mit einem Werk die Charts in Deutschland, Österreich und der Schweiz.
| ChartsChartplatzierungen | Höchstplatzierung | Wochen |
| ------------------------ | ----------------- | ------ |
| Deutschland (GfK)        | 12 (26 Wo.)       | 26     |
| Österreich (Ö3)          | 14 (23 Wo.)       | 23     |
| Schweiz (IFPI)           | 49 (19 Wo.)       | 19     |

| ChartsJahrescharts (2017) | Platzierung |
| ------------------------- | ----------- |
| Deutschland (GfK)         | 43          |
| Österreich (Ö3)           | 54          |

### Auszeichnungen für Musikverkäufe
Im Januar 2018 wurde Hot2Touch in Deutschland mit einer Platin-Schallplatte für über 400.000 verkaufter Einheiten ausgezeichnet. Für Jaehn ist Hot2Touch die sechste Single, die mindestens Goldstatus in Deutschland erreichte. Aiono und Hight erhielten erstmals eine Tonträgerzertifizierung. Im Juni 2023 erreichte es ebenfalls Platinstatus in Österreich, nachdem es bereits im Februar 2018 Goldstatus erlangte. Europaweit bekam die Single je zwei Goldene sowie Platin-Schallplatten und verkaufte sich laut Schallplattenauszeichnungen über 475.000 Mal.
| Land/Region        | Auszeichnungen für Musikverkäufe (Land/Region, Auszeichnung, Verkäufe) | Verkäufe |
| ------------------ | ---------------------------------------------------------------------- | -------- |
| Deutschland (BVMI) | Platin                                                                 | 400.000  |
| Finnland (IFPI)    | Gold                                                                   | 20.000   |
| Italien (FIMI)     | Gold                                                                   | 25.000   |
| Österreich (IFPI)  | Platin                                                                 | 30.000   |
| Insgesamt          | 2× Gold · 2× Platin ·                                                  | 475.000  |